# Grille (САУ)

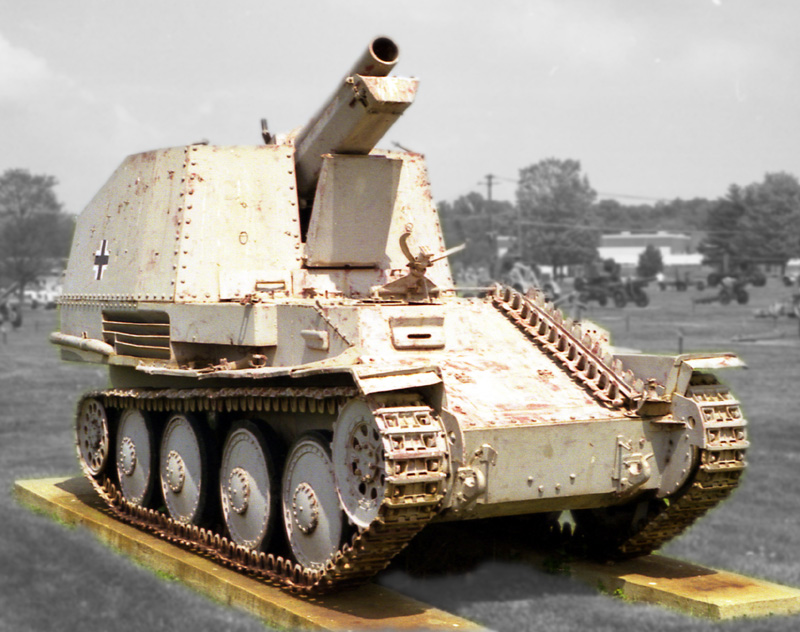
Самохідна артилерійська установка Grille (Sturmpanzer 38 (t)

Grille (нім. 15 cm sIG 33 (Sf) auf Panzerkampfwagen 38(t); Sd Kfz 138/1) — німецька самохідна артилерійська установка класу самохідних гаубиць часів Другої світової війни на шасі чеського середнього танка Panzer 38(t) і з 150-мм важкою піхотною гарматою 15 cm sIG 33 з 15-ма снарядами. Максимальна дальність стрільби — 4700 метрів.

## Історія створення і виробництво
На що проходив у Берліні 6 березня 1942 нараді представники заводу ВММ запропонували, крім самохідних протитанкових гармат, розробити ряд інших установок на базі танка 38 (t), в тому числі САУ, озброєну польовою гарматою 15 cm sIG 33 (Schweres Infateriegeschutz 33). Буксируваний варіант цеї гармати важив 1700 кг і випускався у великих кількостях, гармата призначалася для безпосередньої підтримки піхотних підрозділів; за рахунок великого максимального кута піднесення, 75 °, гармата могла вести вогонь з закритих позицій і виконувати ті ж завдання, що і гаубиці. 30-кг снаряди гармати 15 cm sIG 33 володіли більшою руйнівною силою. Стадія розробки і виготовлення прототипу 150-мм САУ на базі шасі танка Pz.Kpfw. 38 (t) почалася в березні 1942 р. У роботах брала участь фірма Alkett. Серійне виробництво самохідок почалося рік тому, у лютому 1943 р.
Адаптація танкового шасі під самохідну установку 150-мм гармати йшла тим же шляхом, що і переобладнання шасі під винищувач танків Sd.Kfz. 138 (Marder III), але бойове відділення САУ мало набагато більші розміри.
Буксируваний варіант гармати був доопрацьований під установку в бойове відділення: для спрощення обслуговування люлька скріплювалася зі стволовим хомутом. Якщо зовнішній вигляд моторного відділення при переобладнанні танків 38 (t) в 150-мм САУ змін не зазнавав, то лобовий лист з кульової кулеметною установкою стрільця-радиста та оглядовим приладом механіка-водія демонтувати. Таким чином, установка Sd.Kfz. 138/1 стала першою модифікацією шасі танка 38 (t), позбавленої важкого кулемета ZB vz.37, замість нього машини озброювалися ручними кулеметами німецької конструкції. Замість старого лобового бронелисти під кутом 17 ° встановлювався лист з катаної броні товщиною 25 мм і висотою 150 см: бронелисти також служив щитом для гармати. У його нижньому правому куті малася лита деталь, що закриває оглядову щілину механіка-водія, в середині — виріз під гарматний ствол і в лівому верхньому кутку — отвір під перископ. Місце радиста перенесли у відкрите зверху бойове відділення, при необхідності радист виконував обов'язки другого заряджаючого.
До лобового 25-мм бронелисти кріпилася кутова броня, в правому листі малася бічна оглядова щілину механіка-водія, лівий був монолітним. Платформа, до якої кріпилася рубка, мала ширину більшу, ніж ширина корпусу, до бортів якої приварювалися горизонтальні металеві площадки товщиною 10 мм. Борти рубки утворені злегка нахиленими всередину трапецієподібними бронелистами, над моторним відділенням монтувалися ще два трапецієподібних бронелисти. У кормовій частині відкритої зверху рубки були двостулкові броньовані дверцята. Екіпаж САУ з чотирьох чоловік отримав круговий захист від вогню стрілецької зброї, осколків снарядів і мін. У негоду рубка зверху затягувалася брезентом, брезент кріпився до металевих дуг і бортах рубки. Як і на винищувачах танків, ствол гармати САУ кріпився в похідному положенні Н-подібним опорою-фіксатором, а казенник — хомутом.

## «15 cm sIG 33 (Sfl.) auf Pz.Kpfw. 38 (t) Ausf. H»
Маса САУ, що отримала позначення "15 cm sIG 33 (Sfl.) auf Pz.Kpfw. 38 (t) Ausf. H "або більш короткий — Sd.Kfz. 138/1, не перевищувала 10800 кг. Величина цілком порівнянна з масою винищувача танків. Прохідність установки була задовільною.
Для побудови прототипу САУ Sd.Kfz. 138/1 використовувалося шасі Ausf. H № 1767. Номери шасі решти 89 самохідок наступні: 1950—1967, 1970—2015 і 2076—2100. Самохідно-артилерійська установка отримала кодове ім'я «Dietmar». Перші 25 машин завод відвантажив замовнику в лютому 1943 р., за ними послідувало 40 САУ в березні і 25 — у квітні 1943 р. У квітні були також виготовлені 27 установок на базі шасі варіанти Ausf. H: у квітні-червні завод виготовив ще 110 машин 9-ї серії. У червні випуск САУ був припинений і відновився тільки через чотири місяці, в листопаді 1943 р., коли завод ВММ передав замовникові 10 машин; їх планувалося будувати як самохідки 10-ї серії Ausf. M з моторним відділенням в середній частині корпусу і встановленої в кормі рубкою, але, в остаточному підсумку, їх добудували за проектом Sd.Kfz. 138/1. Ще десять самохідок побудували замість зенітних установок Flakpanzer 38 (t). Ці машини випускалися паралельно з виробництвом САУ, а кількість замовлених ЗСУ вже в процесі виконання програми знизили на 10 штук.

## Sd.Kfz.138 / 1 Ausf. M «Grille»
Після переведення виробництва винищувачів танків на випуск машин модифікації Ausf. M було вирішено випускати самохідні гармати 15 cm sIG також на базі Ausf. M. Випуск САУ завод ВММ почав в кінці 1943 р., до цього часу у виробництві винищувачів танків Sd.Kfz. 138 Ausf. M вже широко застосовувалося зварювання, яке впровадили і в технологічний цикл складання самохідних гармат. На відміну від варіантів САУ і винищувачів танків моделі Ausf. H, які сильно відрізнялися один від одного, машини на базі шасі Ausf. M були практично ідентичні. САУ і винищувач танків модифікацій Ausf. M незначно відрізнялися один від одного формою бронелистів рубки, гарматами і лафетами для гармат; компоновки і товщини броні обох машин — ідентичні.
Як і на всіх інших самохідних установках, ствол гармати САУ в похідному положенні закріплювався відкидним фіксатором, а казенна частина — хомутом. Брезентовий тент над відкритим верхом рубки зміцнювався на чотирьох штирях, змонтованих по кутах бойового відділення, від провисання тент охороняла металева арка, змонтована в середній частині рубки. Аналогічні пристосування для натягнення тенту мав і винищувач танків Sd.Kfz. 138 Ausf. M.
Прототип САУ Sd.KFz. 138/1 Ausf. M був готовий в листопаді 1943 р., до кінця року вдалося зібрати ще 14 установок даної моделі. Всього було замовлено 118 САУ, що отримали, як і попередній варіант Sd.Kfz. 138/1, кодове найменування «Schwerin». Що залишилися 114 машин були доставлені в Оломоуц для установки озброєння в січні-травні 1944 р. Самохідки надходили на озброєння панцергренадерскіх полків різних дивізій. Самохідно-артилерійська установка Sd.Kfz. 138/1 Ausf. M отримала найменування «Grille» («цвіркун») одночасно з присвоєнням імені «Marder» винищувачу танків 7,5 cm PaK 40/3 auf Panzerkampfwagen 38 (t) Ausf.M, Sd.Kfz. 138.
Через малий возимий боєзапас САУ (20 пострілів роздільного заряджання) була необхідність мати у складі батарей броньовані транспортери боєприпасів. Амбразура під гармату в лобовому листі рубки транспортера боєприпасів закривалася бронезаслінкою, в нижній частині бронезаслінка кріпилася до рубки на петлях, у верхній — хомутами. З січня по травень 1944 завод в Празі виготовив 93 транспортера боєприпасів Sd.Kfz. 138/1 Mun Ausf. M. Машини отримали кодовий номер «311» замість традиційного кодового найменування.
Самохідно-артилерійські установки «Grille» залишалися в серійному виробництві разом з винищувачами танків «Hetzer» до самого кінця війни.